# 林效廷
林效廷（1954年5月-），中华人民共和国教育界人物。河南柘城人，中国共产党党员，焦作大学第五届校长。在中国高教研究上发表过文章《“以德治国”与学校德育》，任期从2000年2月开始，一直到2015年2月结束，长达15年。2015年退休。其继任者为郑广华。